# Odynerus vatondrangyensis
Odynerus vatondrangyensis är en stekelart som beskrevs av Giordani Soika. Odynerus vatondrangyensis ingår i släktet lergetingar, och familjen Eumenidae. Inga underarter finns listade i Catalogue of Life.